# Chrysolampus elegans
Chrysolampus elegans är en stekelart som beskrevs av Darling 1986. Chrysolampus elegans ingår i släktet Chrysolampus och familjen gropglanssteklar. Inga underarter finns listade i Catalogue of Life.